# 格徹爾鎮區 (北達科他州巴恩斯縣)
格徹爾鎮區（英語：Getchell Township）是位於美國北達科他州巴恩斯縣的一個鎮區。

## 地方資料
格徹爾鎮區的面積為92.77平方千米，當中陸地面積為90.08平方千米，而水域面積為2.69平方千米。根據2020年美國人口普查的數據，當地共有人口52人，而人口密度為每平方千米0.56人。